# Prosper Lafaye
Pour les articles homonymes, voir Lafaye.
Prosper Lafaye, né Prosper Lafaist le 23 septembre 1806 au Mont-Saint-Sulpice et mort le 3 mars 1883 à Paris, est un artiste-peintre de la Cour de Louis-Philippe, dessinateur et maître-verrier français.

## Biographie

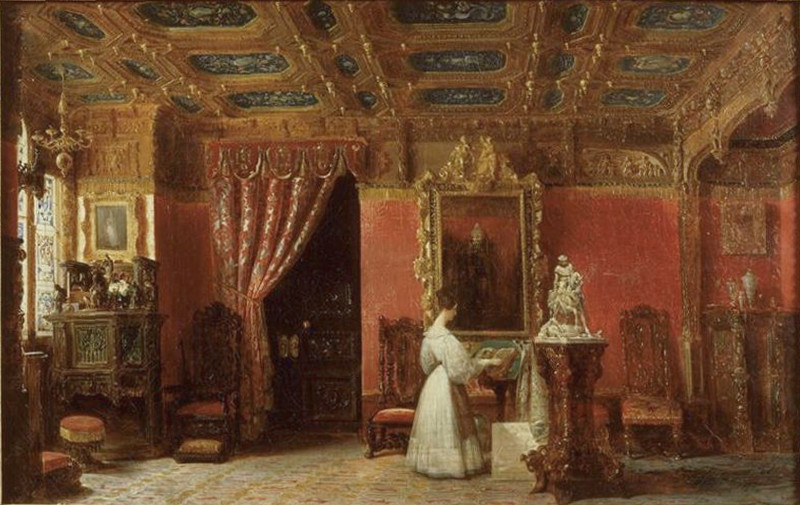
Atelier de la princesse Marie d'Orléans, future duchesse de Wurtemberg (1842), musée national des châteaux de Versailles et de Trianon.

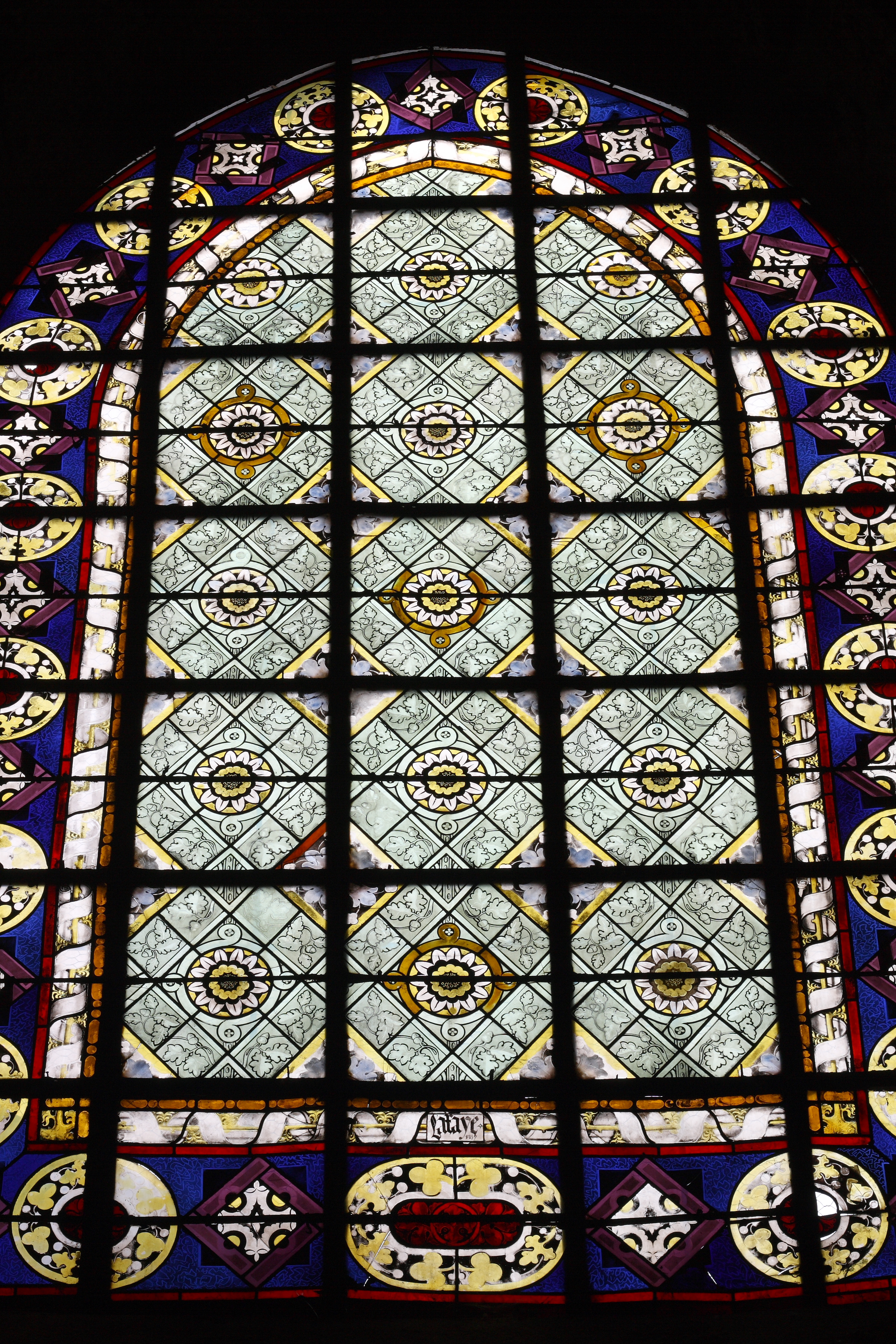
Restauration d'un vitrail de l'église de Chevreuse par Prosper Lafaye.

Prosper Lafaye était le fils de Victor Lafaist, maçon et de Marie-Madeleine Chevallier. À 14 ans, il quitte sa famille pour vivre chez son grand-oncle maternel, Sulpice Chevallier (le père de Gavarni), à Paris. Il est à Paris sans instruction ni formation. Il va se former, à l'art de la peinture, comme apprenti dans les ateliers des peintres Lemoron puis Bignon. En 1827, il travaille au côté d'Auguste Couder. 
En 1831 il expose ses premières œuvres dans son atelier et présente un portrait de Napoléon Ier à cheval. 

### Le peintre
Dans les années 1830, il travailla au côté du peintre Jean Alaux pour la restauration d'œuvres monumentales. Il est appelé à participer avec son atelier à la restauration du château de Versailles décidée par le monarque Louis-Philippe. 
De 1834 à 1837, il peint de nombreuses batailles pour le Musée de l'Histoire de France à Versailles. En 1835, il réalisa une gravure à l'eau-forte représentant la prise de Valenciennes (17 mars 1677) d'après le tableau d'Adam François Van der Meulen. Entre 1838 et 1842, il a reçu des commandes de la famille royale, pour laquelle il réalise deux toiles exposées au château de Versailles, "L'appartement de la princesse Marie" fille du monarque et le "portrait de la famille du duc d'Orléans". Il a également travaillé pour de nombreux riches particuliers de la bourgeoisie parisienne.

### Le maître-verrier
En 1845, lors d'un voyage en Bourgogne il se prit de passion pour les vitraux des églises et leur restauration. À cette époque de grands architectes, tels que Prosper Mérimée et Viollet-le-Duc, font réaliser des travaux de restauration dans les églises parisiennes. Il débute au sein d'une équipe de verriers dans la restauration des vitraux de l'église Notre-Dame-des-Blancs-Manteaux et de l'église Saint-Eustache. Il entreprend seul, les restaurations de plusieurs églises de Paris, notamment l'église Saint-Étienne-du-Mont, l'église Saint-Nicolas-du-Chardonnet, l'église Saint-Médard et l'église Saint-Merri. Il restaure également les vitraux d'églises de la région parisienne, comme ceux de l'église de Chevreuse.

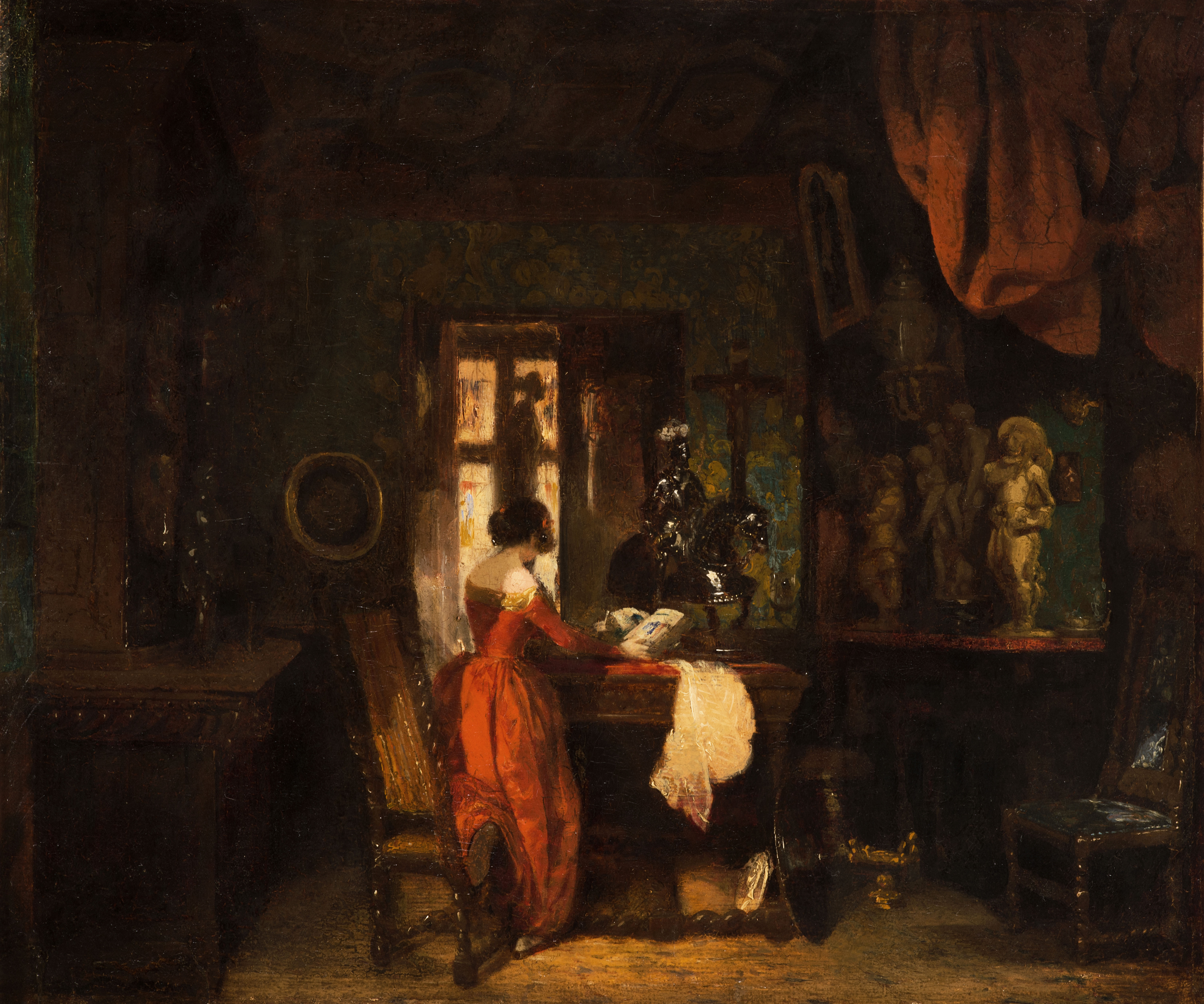
Prosper Lafaye, Portrait présumé de Sophie Coppée (1827-1902), épouse du peintre, dans leur appartement, vers 1852

Prosper Lafaye est reconnu comme un artiste de premier plan, il prétend être un interlocuteur privilégié de ces sommités, mais il est néanmoins dépité lorsque certains travaux ne lui sont pas attribués, comme la Sainte Chapelle. Il participe à l'exposition universelle de 1851 à Londres où il expose plusieurs travaux et réalisations de son atelier de verrerie. La même année, il embauche deux collaboratrices, les sœurs Annette et Sophie Coppée (sœurs du poète François Coppée). Le 20 avril 1852, il épouse l'une d'elles, Sophie Coppée. Le couple aura trois filles et un garçon. Sophie Lafaye devient très vite un élément indispensable de sa création, c'est elle qui va conduire la cuisson des pièces et souvent aussi le tracé des vitraux. Elle excelle dans cette fonction et il est permis de penser qu'elle réalisa elle-même plusieurs vitraux. Prosper Lafaye travaille dans la restauration de vitraux au Louvre, entre 1864 et 1866. Il met la dernière main à la pose de son vitrail dans l'église paroissiale de son village natal Mont-Saint-Sulpice.
Prosper Lafaye exposera dans plusieurs expositions internationales, l'exposition universelle de 1851 à Londres, puis trois situées à Paris, l'exposition universelle de 1855, l'exposition universelle de 1867 et l'exposition universelle de 1878.
Après sa mort, survenue le 3 mars 1883, son atelier a été fermé, car aucune de ses trois filles, Sara, Ève (mariée à l'archiviste et avocat Georges Monval) et Geneviève, n'avait appris son métier. Son fils, Savinien était mort en 1854. Son corps repose aux côtés de celui de sa femme au nouveau cimetière de Mont-Saint-Sulpice.

## Œuvres
- Orléans, musée des Beaux-Arts: Le chapitre de l'ordre de la Toison d'or, 1850, huile et gouache sur toile, 62 x 82 cm[3].